# Liber visionum
Il Liber visionum è una raccolta 23 visioni composta da Otlone di Sant'Emmerano durante il suo soggiorno a Fulda, tra il 1062 e il 1066. Le prime quattro sono visioni avute dall'autore, mentre le altre sono attribuite a suoi contemporanei e ad autori passati. Fine dell’opera è invitare il lettore ad accogliere con prudenza queste visioni, poiché esse possono essere inviate sia da Dio sia dal demonio e solo a pochi santi è concesso di distinguere tra le due, motivo per cui la loro interpretazione è prerogativa della Chiesa ed è preclusa ai semplici e agli ignoranti. L'invito alla prudenza è ribadito da Otlone al termine della rassegna, con la frase: “chi legga queste cose, cercherà da questo momento di essere più prudente di fronte alle svariate insidie del demonio”.

## Descrizione
Il Liber visionum è modellato sul libro IV dei Dialoghi di Gregorio Magno, esplicitamente indicato da Otlone come suo illustre predecessore nel prologo alla raccolta. Già altri autori avevano citato Gregorio come modello e garante delle visioni che si accingevano a raccontare; sembra dunque che egli sia considerato il fondatore del genere delle visiones, in realtà di origini ben più antiche e destinato a raggiungere il culmine nella Commedia dantesca. Tale genere comprende testi latini che condividono un preciso schema narrativo, con un ricco corredo di formule e tematiche ricorrenti; si tratta infatti di resoconti di visioni dell’aldilà, con rappresentazione dei regni oltremondani: Inferno, Purgatorio e Paradiso, inserite nel topos letterario del morto redivivo. Otlone se ne differenzia perché racconta anche visioni avute durante la veglia, oltre che nel sonno, senza che sia necessario uno stato di morte apparente; inoltre non sempre esse rappresentano i tre regni dell’aldilà: a volte si configurano come interpretazione allegorica di immagini o profezie di eventi futuri. In alcune compaiono anche personaggi storici al fine di esprimerne un giudizio critico tecnica portata al culmine da Dante. La raccolta comprende 23 esperienze visionarie vissute dall'autore stesso (le prime quattro), dai suoi contemporanei, in particolare dai confratelli, oppure narrate nei testi visionari dei secoli precedenti. Otlone recupera in particolare la visione del monaco di Wenlock, riferita in una lettera di San Bonifacio e tre visioni riportate da Beda il Venerabile nella Historia ecclesiastica Gentis Anglorum, tra cui la più importante e conosciuta è la Visio Dryhthelmi. Se le visioni di Otlone si limitano a brevi aneddoti, sogni e apparizioni, le visioni riportate da Beda e Bonifacio sono tra gli esempi più diffusi e imitati della letteratura visionaria Il Liber visionum è importante in quanto testimonia l’interesse suscitato dalla letteratura visionaria nell’ambito monastico di Ratisbona, ne trasmette concretamente parte del corpus e costituisce un precedente significativo alla composizione della Visio Tnugdali.

## Struttura e contenuto

### Prologo
Nel prologo, Otlone dichiara l’intento di radunare resoconti di visiones seguendo le orme dell’illustre predecessore Gregorio Magno, al fine di edificare i fedeli.

### Le 23visiones
1. Promessa di Dio a Otlone della vita eterna;
2. Rimprovero e punizione, da parte di Dio, della negligenza dei chierici nelle cose divine;
3. Conversione di Otlone alla vita monastica, promossa dai flagelli per volere di Dio;
4. Otlone, incitato alla disperazione dai demoni, è rinfrancato nelle sue speranze da un ammonimento angelico;
5. Deprecazione del lusso nel vestire ostentato da alcuni chierici;
6. Pene del purgatorio riservate a chi sottrae ingiustamente i beni altrui;
7. Esempio di un ladro sacrilego di beni monastici punito nell’altra vita;
8. Premonizione del futuro incendio del monastero di Tegernsee;
9. Negligenza dell’abate Ellingero, rimproverata e castigata da un chierico defunto;
10. Varie cose viste e dette dal monaco emmeranense Adalberto prima di morire riguardo monastero di S. Emmerano;
11. Visione di un mendico sull’imperatore Enrico III e su Gebherdo vescovo di Ratisbona;
12. Periurium quanta pena maneat;
13. Dannazione eterna dell’ostinato giudeo;
14. Rivelazione a Isacco, discepolo del beato Guntherio, delle pene purgatoriali patite anche da alcuni santi;
15. Punizione divina riservata all’imperatore Enrico III per la sua negligenza nell’udire le ragioni e le preghiere rivoltegli dei poveri;
16. Caso di un monaco di Fulda, ucciso dai flagelli per volere divino, come punizione per aver negato l’elemosina o la gratia in defuncti;
17. Pene purgatoriali inflitte all’imperatrice Teofania[6] per aver introdotto dalla Greciale mode lussuose in Francia e Germania, spingendo così molte altre donne a peccare bramando quelle ricche vesti. È l’unico esempio di visio avuta da una donna, nello specifico una suora.
18. Caso di un uomo sospeso sul patibolo e straordinariamente tenuto in vita e nutrito dai figli.
19. Lettera di San Bonifacio sulle cose viste e dette dal redivivo monaco di Wenlock[7];
20. Pene di dannati e purgandi e gioie dei beati mostrate a un tale (da Beda);
21. Tormenti inflitti a un tale per aver rimandato troppo a lungo la penitenza (da Beda);
22. Dannazione eterna di un monaco per la sua vita scellerata (da Beda);
23. Diletto del demonio per il furto di beni ecclesiastici, perpetrato con l’inganno o la violenza.

Tra le visioni di particolare interesse, vi sono la 11, nota come Visione del povero, e le tre tratte da Beda, 20, 21 e 22, in particolare la Visio Dryhthelmi, la più nota.

#### Visio 11
Narra l’esperienza visionaria di un povero mendico che è solito elemosinare fuori dalla chiesa di S. Emmerano. La visione si presenta tripartita: inizialmente il mendico afferma di essere stato trasportato in una grande dimora senza finestre, dove sono rinchiusi gli uomini che avevano contrastato la pace voluta da Enrico III. È poi trasportato in un campo aperto con al centro un pozzo profondo ma ormai quasi esaurito, al quale conducono vari sentieri, alcuni più battuti, altri sul punto di scomparire.
La guida gli spiega che i sentieri rappresentano le molte vie che un tempo conducevano l’elemosina al monastero, che ora sono ridotte al minimo; mentre il pozzo quasi asciutto rappresenta la difficoltà la coloro che lo raggiungono a dissetarvi la propria anima, difficoltà molto maggiore di un tempo. 
Infine è sollevato su un’alta montagna con in vetta un monastero (che si ritiene più appropriato non identificare) al quale conducono molte strade, ma solo una di esse appare molto battuta.
Allora la guida, dopo aver nominato il monastero (non citato dall'autore) spiega che le numerose vie tendenti al monastero e oggi cancellate rappresentano, se molti un tempo vennero ai sacri studi edificati da molti esempi, essi sono oggi spariti: il luogo si annulla ora nella lussuria dei suoi abitanti, più impegnati nel fornicare che nel servizio di Dio, al punto che restano a stento le tracce virtuose dei padri precedenti. L’ultima immagine descritta dal povero è un albero enorme, che si protende dal suolo al Paradiso, ma seccato nel mezzo: esso rappresenta il vescovo Gebhard (d. 1060) il quale, in parte ormai arido come l’albero, sarà presto abbattuto dalla scure divina. La Visio 11 è particolarmente adatta ad esemplificare alcune peculiarità dei racconti visionari di Otlone: l’uso di dare un’interpretazione allegorica delle immagini presentate, la valenza della visione di profezia di eventi futuri e l’uso di inserire personaggi storicamente esistiti nelle visioni per darne un giudizio più o meno polemico. Il mendico protagonista della visione non è altro che un artificio letterario che consente a Otlone di presentare la propria comprensione delle “vie del Signore".

#### Visio20:Visio Dryhthelmi[10]

##### Versione di Otlone
Tra le varie meraviglie narrate da Beda nella sua Historia Ecclesiastica Gentis Anglorum si trova la Visio Dryhthelmi, che riporta la descrizione dell’aldilà fatta da un uomo tornato dalla morte. Nella ripresa di Otlone, la visione presenta la seguente trama. Un giorno un devoto padre di famiglia residente a Cunningham, nella contea di Northumbria, cadde gravemente ammalato e morì nelle prime ore della notte. Tuttavia all'alba tornò in vita, terrorizzando i parenti che piangevano intorno al suo corpo, i quali fuggirono tutti eccetto la moglie. Egli la tranquillizzò e le spiegò di essere stato strappato alla morte per tornare a condurre una vita diversa: abbandonò perciò ogni attività mondana ed entrò nel monastero di Melrose. Qui era solito raccontare la sua esperienza a chiunque si dimostrasse sinceramente interessato. Secondo i suoi racconti, un uomo bellissimo con una veste lucente l’avrebbe condotto a nord-est, fino a una profonda ed enorme vallata: qui l’avrebbe tratto dall'oscurità per guidarlo verso la luce. Avrebbero poi raggiunto un altissimo muro, dalla cui cima si vedeva un grande prato invaso da una luce fortissima. Qui la guida avrebbe annunciato al defunto il suo ritorno sulla terra, anticipandogli che, se si fosse dedicato a una vita più santa e virtuosa, quel luogo ameno sarebbe stato la sua dimora futura.

##### Versione di Beda
Il racconto di Beda si presenta, in realtà, molto più dettagliato. In esso Drythelm descrive alcune spaventose scene infernali, come demoni che trascinano le anime in una fossa e fiammate maleodoranti che scaraventano in alto le anime per poi farle precipitare. Anche la descrizione del Purgatorio è più precisa: esso appare come una valle, metà ghiacciata e metà invasa dal fuoco, in cui le anime sono scaraventate da un’estremità all'altra, attraverso sempre nuovi tormenti. Si tratta, nello specifico, della parte riservata alle anime pentitesi all'ultimo, che si purgheranno qui fino al Giorno del Giudizio. Si giunge poi in un prato fiorito pervaso da dolci canti, da una deliziosa fragranza e da una luce gloriosa: il Paradiso si trova lì vicino, ma la guida annuncia a Dryhthelm che è giunto il momento di tornare sulla terra. Beda riporta anche che il monaco usasse fare grandi penitenze e bagni nel gelido fiume che scorreva vicino al monastero e che, a chi gli domandasse il perché, rispondeva: “ho visto penitenze ancora più sconvolgenti”. In questo modo fece scalpore in Inghilterra, convertendo molti peccatori grazie al suo esempio.

## Tradizione manoscritta
La tradizione manoscritta del Liber visionum, concentrata nell'ambito monastico di Ratisbona, è piuttosto limitata e oggi ampiamente frammentaria. L’opera è attualmente tramandata, in modo integrale o frammentario, da tre manoscritti, nessuno dei quali reca il nome dell’autore:
- M München, Bayerische Saatsbibliothek, Clm 14756, ff. 1-46v.

Riporta l’intero Liber visionum (ff. 1-46v), con l’unica eccezione della Visio 1, mutila a causa dell’asportazione di un foglio. Tali fogli sono riconosciuti da Bischoff come autografi e tra i ff. 1-38v contengono numerose aggiunte realizzate dallo stesso Otlone per rasura o in interlinea. 
- H Hildesheim, Stadtarchiv, Best. 52 Nr. 369, (sec. XVI, St. Michael, Hildesheim) Codice allestito ad Hildesheim e comprendente vari scritti di pertinenza locale. Contiene la Visio 17 (ff. 114v-115v.) e la Visio 5 (ff. 115r-116v); la prima perché attribuita a una visione di S. Bernwardo[11], la seconda perché censura l’eccessivo sfarzo di un monaco di Hildesheim.

- E München, Bayerische Saatsnibliothelk, Clm 14682 (sec. XIV, St. Emmeram) Il codice, che trasmette una delle numerose riedizioni ampliate dei Miracula di Pietro il Venerabile, include le Visiones 16, 18, 10 e 5 (ff. 36r-38v); tuttavia il testo di Otlone presenta una tale densità di omissioni, aggiunte e rielaborazioni rispetto a M da configurarsi come una redazione a sé stante.

- Un ulteriore manoscritto del Liber visionum, donato forse dallo stesso autore al monastero di Prüll (nella cui biblioteca è censito ancora nel 1347) è andato perduto.

### Edizioni critiche
- L. MOIDINGS, Liber visionum tum suarum, tum aliorum per il Theaurus anecdotorum novissimus vol. 3, cur. Bernhard Pez, Mart. & Joan. Veith 1721, p. 545-624.
- Liber visionum tum suarum, tum aliorum in Patrologiae cursus completus. Series Latina, a cura di J. P. MIGNE, Parigi 1853 vol. 146, col. 341-88. (Riprende il testo della prima edizione di L. Moidings).
- P. G. SCHMIDT, Otloh von St. Emmeram, Liber visionum in MGH. Quellen Zur Geistesgeschichte vol. XIII, Böhlau, Weimar 1989. È l’edizione canonica, che integra e completa quella di Moidings. Schmidt trascrive rigorosamente l’ultima versione autografa testimoniata da M, rendendo conto in apparato degli interventi correttori di Otlone; in soli due casi corregge due errori sfuggiti alla revisione dell’autore (Visio 2, p. 39: interrumperetur; Visio V, p. 62: aliquod). La resa ortografica riproduce il dettato di M, con tutte le sue oscillazioni e irregolarità.

- Repertorium fontium historiae medii aevi primum ab Augusto Potthast digestum, nunc cura collegii historicorum e pluribus nationibus emendatum et auctum, Roma (1962-2007) vol. VIII 3 p. 427.

### Studi critici

#### In italiano
- P. DINZELBACHER, M. P. CICCARESE, Y. CHRISTE, W. BERSCHIN, Le «Visiones» nella cultura medievale. Testi della Vi Settimana Residenziale di studi medievali, Carini, 20-25 ottobre 1986, Palermo 1990, pp. 266-267.
- V. FRAVVENTURA, Othlo Sancti Emmerammi Ratisponiensis mon.  in P. Chiesa – L. Castaldi, La trasmissione dei testi latini del Medioevo. Mediaeval Latin Texts and Their Transmission. Te.Tra.  IV, SISMEL. Edizioni del Galluzzo, Firenze 2012, pp. 394-395.
- P. R. ROMANELLO, Il labirinto della storia. Logica delle tentazioni diaboliche in Otlone di Sant’Emmerano, Lubrina Editore, Bergamo 1999.

#### In inglese
- E. JOYCE, Scribal Performance and Identity in the Autobiographical Visions of Otloh of St. Emmeram in Essays in Medieval Studies, 2005, 22, pp. 95–106.
- E. JOYCE, Speaking of Spiritual Matters: Visions and the Rhetoric of Reform in the «Liber visionum» of Otloh of St. Emmeram in Manuscripts and Monastic Culture. Reform and Renewal in Twelfth-Century Germany, cur. Alison I. Beach, Brepols, Turnhout 2007, pp. XIV-347, 69-98.
- C. J. MEWS, Hildegard, Visions and Religious Reform in Im Angesicht Gottes suche der Mensch sich selbst. Hildegard von Bingen (1098-1179) , cur. H. von Rainer Berndt, Berlino 2001, pp. 696, 325-42.
- SIMS, WILLIAMS, A Recension of Boniface's Letter to Eadburg about the Monk of Wenlock's Vision in Latin Learning and English Lore. Studies in Anglo-Saxon Literature for Michael Lapidge, cur. K. O'Brien O'Keeffe – A. Orchard, University of Toronto Press 2005, pp. XVII-460, XVII-431, I 194-214.
- D. L. STOUDT, G. FERZOCO, B. M. KIENZLE, A Companion to Hildegard of Bingen in Brill’s Companion to the Christian tradition vol. 45, Brill 2014, pp. 73-74.

#### In francese
- E. PALAZZO, Les cinq sens dans la liturgie monastique du Haut Moyen Age in «Consuetudines et regulae». Sources for Monastic Life in the Middle Ages and the Early Modern Period, cur. C. Marino Malone – C. Maines, Brepols, Turnhout 2014, pp. 393, 271-90.

#### In tedesco
- P. G. SCHMIDT, Otloh von St. Emmeram als Korrektor seiner Mitarbeiter in La collaboration dans la production de l'écrit médiéval. Actes du XIIIe colloque du Comité international de paléographie latine (Weingarten, 22-25 septembre 2000) , cur. H. Spilling, Ecole des chartes, Paris 2003, pp. 514, 225-30.
- G. G. WOLF, Der Wandel des Theophanu-Bildes in der Geschichte in G. G. Wolf, Kaiserin Theophanu. Schriften, Hannover 2012, pp. 319, 279-85.